# An Illustrated Flora of the Northern United States
An Illustrated Flora of the Northern United States (abreviado Ill. Fl. N. U.S.) es un libro con ilustraciones y descripciones botánicas que fue escrito conjuntamente por Nathaniel Lord Britton y Addison Brown. Se publicó en los Estados Unidos en tres volúmenes en los años 1896-98.

## Publicación
- Volumen nº 1: 15 de agosto de 1896
- Volumen nº 2: 31 de mayo de 1897
- Volumen nº 3: 20 de junio de 1898